# Marcin Gortat
Marcin Janusz Gortat (Łódź, 17 febbraio 1984) è un ex cestista e allenatore di pallacanestro polacco, di ruolo centro.

## Biografia
È figlio di Janusz Gortat, pugile che ottenne per 2 volte la medaglia di bronzo alle Olimpiadi nel 1972 e nel 1976, mentre sua madre Alicja giocava a pallavolo.
È soprannominato Polish Machine.

## Caratteristiche tecniche
Giocava come centro e brillava soprattutto nella metacampo difensiva grazie ai piedi veloci che gli permettevano di muoversi bene nello stretto, mentre nella metacampo offensiva a Washington ha avuto un'ottima intesa con John Wall nei pick and roll in cui era un ottimo bloccante. Un particolare tipo di blocco, portato sul diretto marcatore e non su quello di un compagno di squadra, viene comunemente chiamato "Gortat screen".

## Carriera

### Inizi
Dopo avere giocato a calcio fino a 17 anni giocando come portiere, per poi dedicarsi alla pallacanestro. Ha militato per 3 anni nei Cologne 99ers in Germania prima di effettuare il salto in NBA.

### Orlando Magic (2007-2010)
Al Draft NBA 2005 viene scelto alla 57ª chiamata dai Phoenix Suns, che la sera stessa lo hanno ceduto agli Orlando Magic, che lo metteranno sotto contratto il 2 agosto 2007.
Il 20 novembre 2007 viene assegnato agli Anaheim Arsenal, in D-League, venendo richiamato il successivo 2 dicembre. Il 1º marzo 2008 fa il suo debutto in NBA con la maglia degli Orlando Magic contro i New York Knicks. A fine della stagione 2007-08 ha disputato 14 partite, di cui 8 nei play-off. Il 16 aprile 2008, durante l'ultima partita della stagione 2007-2008, gioca 28 minuti, segnando 12 punti e 11 rimbalzi nella vittoria per 103-83 contro i Washington Wizards.
Il 15 dicembre 2008, partendo titolare per l'infortunio di Dwight Howard, gioca 28 minuti segnando 16 punti e 13 rimbalzi. Il 13 aprile 2009, partendo nuovamente titolare per l'infortunio di Howard, gioca 43 minuti, segnando 10 punti e un career-high di 18 rimbalzi. Il 30 aprile 2009 disputa la sua prima gara da titolare ai play-off, in gara-6 contro i Philadelphia 76ers, sostituendo Howard, che era stato sospeso per il suo comportamento in gara-5. Con i suoi 11 punti e 15 rimbalzi aiuterà i Magic a sconfiggere i Sixers e a chiudere la serie sul 4-2. I Magic sarebbero arrivati fino alle finali, facendo diventare Gortat il primo polacco a disputare le finali NBA.
L'8 luglio 2009, free agent con restrizioni, firma con i Dallas Mavericks un contratto quinquennale a 34 milioni di dollari. Il 13 luglio 2009 i Magic pareggiano però l'offerta impedendogli di trasferirsi ai Mavericks. Gortat esprimerà in seguito il suo disappunto, in quanto ai Magic avrebbe giocato come riserva di Howard, mentre ai Mavericks avrebbe avuto l'opportunità di giocare titolare.

### Phoenix Suns (2010-2013)
Il 18 dicembre 2010 viene ceduto insieme a Vince Carter, Mickaël Piétrus, una scelta al primo giro al draft 2011 (che sarebbe poi stato Nikola Mirotić) e 3 milioni di dollari ai Phoenix Suns (squadra che lo ha scelto nel 2005) per Hidayet Türkoğlu, Jason Richardson ed Earl Clark. A causa del fatto che la maglia numero 13, già indossata ai Magic e durante i suoi primi anni di carriera, era già indossata da Steve Nash, Gortat sceglie di indossare la maglia numero 4. Durante il suo primo anno con i Suns, Gortat aumenta il suo minutaggio, venendo in seguito promosso a titolare al posto di Robin Lopez.

Durante la stagione 2011-12 mantiene una media di 15,4 punti e 10,0 rimbalzi a partita. È stato inoltre l'unico giocatore dei Suns a disputare tutte le partite di stagione regolare da titolare. È stato inoltre l'unico centro insieme a Dwight Howard, Andrew Bynum e DeMarcus Cousins ad avere una doppia doppia di media a partita durante quella stagione. 

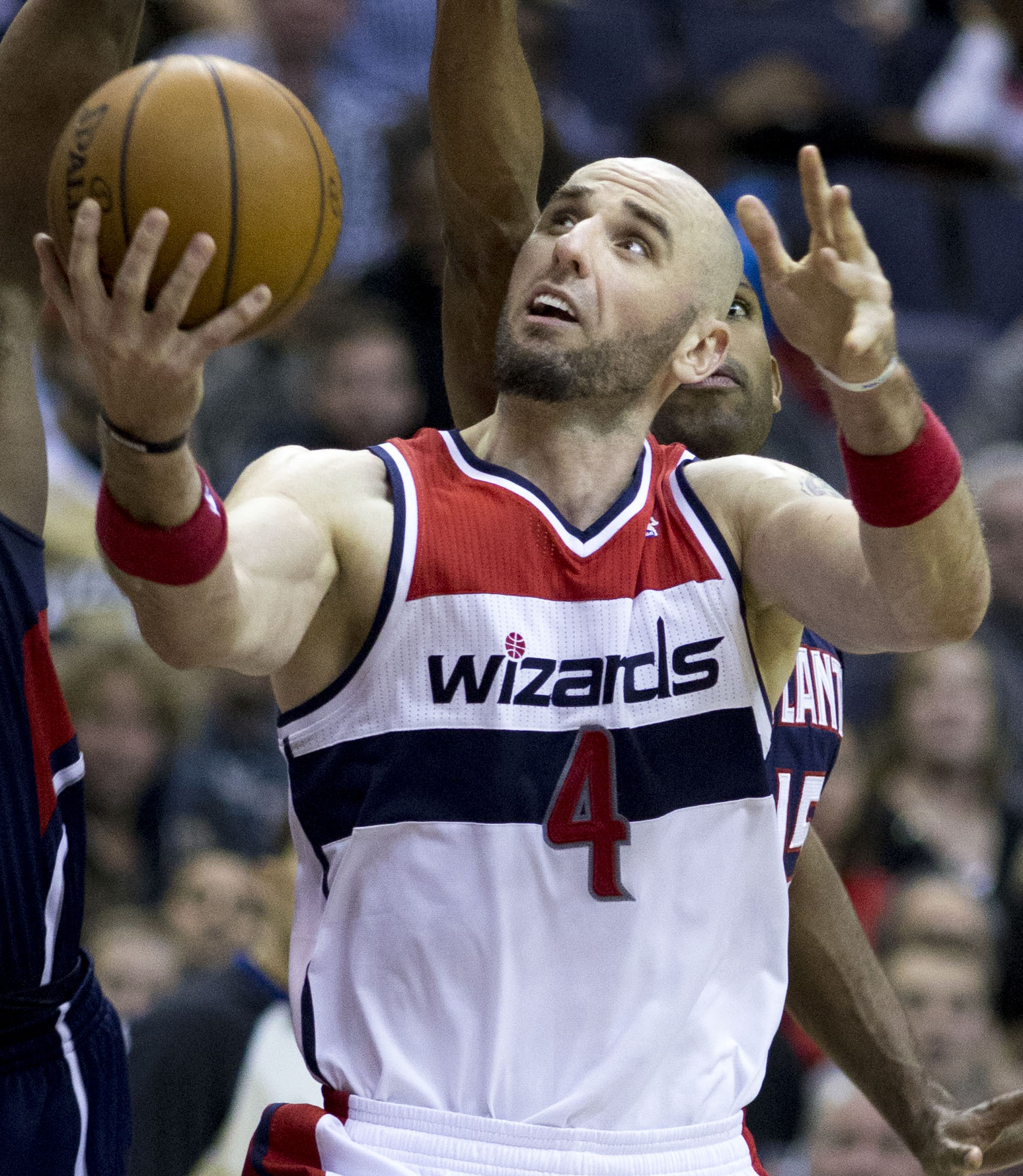
Gortat in azione a Washington

Il 7 novembre 2012 segna 23 punti, 10 rimbalzi e un career-high di 7 stoppate nella vittoria per 117-110 contro gli Charlotte Bobcats.

### Washington Wizards (2013-2018)
Il 25 ottobre 2013 viene ceduto insieme a Shannon Brown, Malcolm Lee e Kendall Marshall ai Washington Wizards in cambio di Emeka Okafor e una scelta protetta al primo giro al draft 2014. Il 27 febbraio 2014 realizza un career-high di 31 punti, con 12 rimbalzi e 4 stoppate, in una vittoria per 134-129 al terzo tempo supplementare contro i Toronto Raptors.
Il 2 luglio 2014 rinnova il suo contratto con i Wizards, firmando un quinquennale da 60 milioni di dollari.

### Los Angeles Clippers (2018-2019)
Il 27 giugno 2018, Gortat viene ceduto ai Los Angeles Clippers in uno scambio che ha coinvolto anche Austin Rivers. Nonostante fosse il centro titolare della franchigia il 7 febbraio 2019 viene tagliato.

## Statistiche

### NBA

#### Regular Season
| Anno      | Squadra       | PG  | PT  | MP   | TC%  | 3P%  | TL%  | RP   | AP  | PRP | SP  | PP   |
| --------- | ------------- | --- | --- | ---- | ---- | ---- | ---- | ---- | --- | --- | --- | ---- |
| 2007-2008 | Orlando Magic | 6   | 0   | 6,8  | 47,1 | -    | 66,7 | 2,7  | 0,3 | 0,2 | 0,2 | 3,0  |
| 2008-2009 | Orlando Magic | 63  | 3   | 12,6 | 56,7 | 100  | 57,8 | 4,5  | 0,2 | 0,3 | 0,8 | 3,8  |
| 2009-2010 | Orlando Magic | 81  | 0   | 13,4 | 53,3 | 0,0  | 68,0 | 4,2  | 0,2 | 0,2 | 0,9 | 3,6  |
| 2010-2011 | Orlando Magic | 25  | 2   | 15,8 | 54,3 | -    | 66,7 | 4,7  | 0,7 | 0,3 | 0,8 | 4,0  |
| 2010-2011 | Phoenix Suns  | 55  | 12  | 29,7 | 56,3 | 25,0 | 73,1 | 9,3  | 1,0 | 0,5 | 1,3 | 13,0 |
| 2011-2012 | Phoenix Suns  | 66  | 66  | 32,0 | 55,5 | 0,0  | 64,9 | 10,0 | 0,9 | 0,7 | 1,5 | 15,4 |
| 2012-2013 | Phoenix Suns  | 61  | 61  | 30,8 | 52,1 | 0,0  | 65,2 | 8,5  | 1,2 | 0,7 | 1,6 | 11,1 |
| 2013-2014 | Wash. Wizards | 81  | 80  | 32,8 | 54,2 | 100  | 68,6 | 9,5  | 1,7 | 0,5 | 1,5 | 13,2 |
| 2014-2015 | Wash. Wizards | 82  | 82  | 29,9 | 56,6 | 0,0  | 70,3 | 8,7  | 1,2 | 0,6 | 1,3 | 12,2 |
| 2015-2016 | Wash. Wizards | 75  | 74  | 30,1 | 56,7 | 0,0  | 70,5 | 9,9  | 1,4 | 0,6 | 1,3 | 13,5 |
| 2016-2017 | Wash. Wizards | 82  | 82  | 31,2 | 57,9 | 0,0  | 64,8 | 10,4 | 1,5 | 0,5 | 0,7 | 10,8 |
| 2017-2018 | Wash. Wizards | 82  | 82  | 25,3 | 51,8 | -    | 67,5 | 7,6  | 1,8 | 0,5 | 0,7 | 8,4  |
| 2018-2019 | L.A. Clippers | 47  | 43  | 16,0 | 53,2 | -    | 72,9 | 5,6  | 1,4 | 0,1 | 0,5 | 5,0  |
| Carriera  | Carriera      | 806 | 587 | 25,7 | 55,1 | 15,0 | 68,0 | 7,9  | 1,1 | 0,5 | 1,1 | 9,9  |

#### Playoffs
| Anno     | Squadra       | PG | PT | MP   | TC%  | 3P% | TL%  | RP   | AP  | PRP | SP  | PP   |
| -------- | ------------- | -- | -- | ---- | ---- | --- | ---- | ---- | --- | --- | --- | ---- |
| 2008     | Orlando Magic | 8  | 0  | 6,0  | 83,3 | -   | -    | 1,0  | 0,0 | 0,0 | 0,5 | 1,3  |
| 2009     | Orlando Magic | 24 | 1  | 11,3 | 65,4 | -   | 62,5 | 3,2  | 0,1 | 0,4 | 0,6 | 3,3  |
| 2010     | Orlando Magic | 14 | 0  | 15,1 | 65,4 | -   | 72,7 | 4,4  | 0,6 | 0,2 | 0,3 | 3,0  |
| 2014     | Wash. Wizards | 11 | 11 | 34,7 | 49,2 | -   | 65,9 | 9,9  | 1,5 | 0,5 | 1,3 | 13,0 |
| 2015     | Wash. Wizards | 10 | 10 | 30,7 | 62,8 | -   | 66,7 | 8,8  | 2,2 | 0,6 | 1,1 | 12,4 |
| 2017     | Wash. Wizards | 13 | 13 | 31,5 | 50,5 | -   | 61,1 | 11,0 | 1,8 | 0,4 | 1,5 | 8,1  |
| 2018     | Wash. Wizards | 6  | 6  | 26,7 | 55,8 | -   | 57,1 | 6,3  | 1,0 | 0,0 | 0,3 | 8,7  |
| Carriera | Carriera      | 86 | 41 | 20,8 | 56,4 | -   | 65,0 | 6,1  | 0,9 | 0,3 | 0,8 | 6,4  |

## Palmarès
- Campionato tedesco: 1

Cologne 99ers: 2005-06
- Coppa di Germania: 3

Cologne 99ers: 2004, 2005, 2007
- Supercoppa tedesca: 1

Cologne 99ers: 2006